# Aéroport de Yibin-Caiba
L'Aéroport de Yibin-Caiba est un aéroport civil et militaire chinois, desservant la ville de Yibin. L’aéroport a été agrandi à deux reprises, en 1991 et 1993.
En 2011, l’aéroport a accueilli 326 000 passagers.